# Angkatan Lor
Angkatan Lor is een bestuurslaag in het regentschap Pati van de provincie Midden-Java, Indonesië. Angkatan Lor telt 2780 inwoners (volkstelling 2010).